# Karl-Heinz Bergsträßer
Karl-Heinz Bergsträßer (* 25. Februar 1937 in Groß-Bieberau; † 5. August 2025) war ein deutscher Handballtrainer und Schulleiter. Mit dem TV Großwallstadt wurde er 1984 Deutscher Meister, DHB-Pokal-Sieger und IHF-Pokal-Sieger.

## Werdegang und Erfolge
Nach der Mittleren Reife an der Bieberauer Bürgerschule (heute: Albert-Einstein-Schule) ging Bergsträßer in Darmstadt auf das Alte Realgymnasium, die heutige Georg-Büchner-Schule. Nach seinem Abitur begann er an der Johann-Wolfgang-Goethe-Universität Frankfurt am Main ein Lehramtsstudium. Eines der Fächer war Sport. Gleichzeitig war er Jugendtrainer in der Handballabteilung der TSG Groß-Bieberau. 1963 schloss er sein Studium ab. Mit der Jugendmannschaft der TSG Groß-Bieberau wurde Bergsträßer 1971 hinter dem THW Kiel Deutscher Vizemeister. Zwei Jahre später gelang ihm dieser Erfolg mit der A-Jugend des TSV Kirch-Brombach erneut.
1980 ging er zum TV Großwallstadt. 1983 wurde er als Nachfolger von Klaus Zöll Trainer der dortigen Bundesliga-Mannschaft. Mit der Mannschaft wurde Bergsträßer 1984 Deutscher Meister, DHB-Pokal-Sieger und IHF-Pokal-Sieger. Nach 67 Bundesligaspielen trat er am 9. März 1985 nach einer 17:25-Niederlage bei der SG Weiche-Handewitt (heute SG Flensburg-Handewitt) auf Druck der Vereinsleitung zurück und verließ Großwallstadt. Sein Nachfolger war bis zum Saisonende Klaus Zöll.
Bergsträßer ging wieder nach Groß-Bieberau, wo er bis 2007 sportlicher Leiter und zweiter Vorsitzender der TSG war.
Parallel zu seinem sportlichen Engagement war Bergsträßer bis 1970 Lehrer an der Albert-Einstein-Schule in Groß-Bieberau. Danach war er bis 1986 Schulsportdezernent beim Regierungspräsidium Darmstadt und danach Schulleiter der Babenhäusener Oberstufenschule. Mit 63 Jahren ging er dort in den Ruhestand.
Bergsträßer war verheiratet und hatte zwei Töchter (* 1966 und * 1973) sowie fünf Enkelkinder. In Groß-Bieberau war Bergsträßer Vorsitzender des Seniorenbeirates. Er verstarb in der Nacht zum 6. August 2025 im Alter von 88 Jahren.